# Црква Светог Духа у Сталаћу
Црква Светог Духа у Сталаћу, насељеном месту на територији општине Ћићевац, припада Епархији крушевачкој Српске православне цркве. Подигнута је према остацима живописа и опеке крајем 14. и почетком 15. века и представља непокретно културно добро као споменик културе од великог значаја.

## Изглед цркве
Црква под сталаћким градом посвећена је Силаску светог Духа на апостоле, саграђена је као скромна једнобродна грађевина. На западној фасади налази се гранитна плоча постављена 1907. године са натписом који говори о обнови цркве трошком парохијана 1836. године, када су јој горњи делови президани. Истраживачко-конзерваторски радови после земљотреса из 1972. године показали су да је првобитна грађевина била срушена до испод свода. Том приликом је углавном поновљен изглед који је добила приликом обнове у 19. веку, а изостављени су делови слепих аркада које су оживљавале бочне фасаде храма.
У темељима је тада пронађен византијски златник из 10. века, што се надовезује на старију забелешку да је у једној гробници нађен златан чанкаст новац и две сребрне минђуше. Обијањем малтера у унутрашњости откривене су фреске у олтарском простору, међу којима су у најбољем стању очуване фигуре архијереја из Поклоњења агнецу, које показују сродности са живописом насталим после Косовске битке. Такође, нађена је опека карактеристичног облика за исти период, попут оних на цркви манастира Копорина.